# Taperinha excavata
Taperinha excavata är en insektsart som beskrevs av Keti Maria Rocha Zanol 1989. Taperinha excavata ingår i släktet Taperinha och familjen dvärgstritar. Inga underarter finns listade i Catalogue of Life.